# 198P/ODAS
198P/ODAS è una cometa periodica appartenente alla famiglia delle comete gioviane. Presenta un'unica particolarità: avere una MOID di poco più di 20 milioni di km col pianeta Giove, questo fatto la porta ad avere transiti ravvicinati con questo pianeta che in futuro cambieranno notevolmente la sua attuale orbita.